# Perla negra (telenovela)
Perla negra es una telenovela argentina producida por el productor Raúl Lecouna junto con la cadena Telefe, por donde fue emitida entre los años 1994 y 1995. Protagonizada por Andrea Del Boca y Gabriel Corrado. Coprotagonizada por Henry Zakka, Norberto Díaz, Gino Renni,  Marcela Guerty. Antagonizada por Millie Stegman y la primera actriz María Rosa Gallo. También, contó con las actuaciones especiales de Jorge D'Elía y la primera actriz Cecilia Maresca. Y la participación de Patricia Castell como actriz invitada.
Esta telenovela fue rodada en los estudios Sonotex de Martínez, Provincia de Buenos Aires, que en aquel momento eran propiedad de Lecouna. La historia constó de 200 episodios, fue escrita por Enrique Óscar Torres y los dialoguistas fueron Irene Ferrán y Eduardo Goldman, fue dirigida por Nicolás del Boca, padre de Andrea. También fue emitida en diversos países del mundo, entre ellos España, por TVE 1 y en Italia por Rete 4 que la trasmitió en anteprima mundial desde el 14 de septiembre de 1994.

## Sinopsis
Renata (Cecilia Maresca), una sofisticada dama abandona en un exclusivo colegio internado para niñas adineradas a una niña recién nacida, entregándola a su ambiciosa y cínica directora Miss Helen (Regina Lamm). También le entrega a la directora un valioso collar de veintidós perlas negras, que supuestamente fueron descubiertas por Marco Polo. Veintiuna servirán para pagar cada año de la educación de la niña, hasta su mayoría de edad (21 años), y la última deberá serle entregada al abandonar el internado. 
Pasan 21 años y la chica, llamada Perla (Andrea del Boca), se convierte en una bella jovencita de cabello rojo y fuerte carácter. Sus mayores tesoros son su inagotable fantasía y su amistad con Eva (Marcela Guerty), una compañera de colegio que viene de la rica y complicadísima familia Pacheco Huergo, con Rosalía (María Rosa Gallo) a la cabeza, que la desprecia y la envió al colegio tras la muerte de sus padres en un accidente. Un buen día Perla conoce a Tomás (Gabriel Corrado), un apuesto muchacho que está pronto a casarse con Malvina (Millie Stegman) y que no la impresiona con su actitud de mujeriego... pero Eva se enamora perdidamente de él. Ellos se vuelven amantes por un breve tiempo, luego él se va y resulta que Eva ha quedado embarazada, sin que Tomás lo supiera. Eva da a luz a un niño llamado Charly, y Perla jura que nunca perdonará a Tomás por dejar a su mejor amiga sola. 
Tras la muerte de Carlos Pacheco Huergo (Natalio Hoxman), el abuelo de Eva, se revela que este era el dueño de una gran empresa de cosméticos y que dejó a Eva como su heredera. Ella decide enfrentar a sus parientes y presentarles a Charly, llevándose a Perla como su soporte moral. Pero cuando las dos amigas iban en auto, un terrible accidente pasa: Perla apenas sobrevive y Eva muere, pero por error los Pacheco Huergo creen que Eva es Perla y viceversa. 
Perla decide aprovechar esta situación para tomar el lugar de Eva y proteger a Charly, a quien ella quiere como si fuera su hijo propio. Pero entonces ella se encuentra con Tomás, el "novio" de Eva y el hombre que intentó seducirla: ella aún lo detesta por haber seducido y dejado a la fallecida Eva y, para peor, él puede desenmascararla.

## Reparto
- Andrea del Boca ... Perla Montefiori Marquez / Eva Pacheco Huergo / Perla Wanstein de Álvarez Toledo
- Gabriel Corrado ... Tomás Álvarez Toledo
- María Rosa Gallo ... Rosalía Sotomayor de Pacheco Huergo /Rosalía Sotomayor Vda. De Pacheco Huergo
- Millie Stegman ... Malvina Isabel Baggio
- Jorge D'Elia ... Fernando Álvarez Toledo
- Cecilia Maresca ... Renata de Álvarez Toledo
- Marcela Guerty ... Eva Pacheco Huergo
- Henry Zakka ... Dante Andrade Zamora
- Gino Renni ... Laureano Baggio
- Norberto Díaz ...  Fernando Álvarez Toledo Jr.
- María Pía Galiano ... Lucila Álvarez Toledo
- Eduardo Sapac .... Agustín Larreta
- Viviana Sáez ... Ana María
- José María López ... Zacarías
- Regina Lamm ... Miss Helen Clinton / Nelida Helena Montefiori Marquez
- Patricia Castell ... Blanca Pacheco Huergo de Baggio
- Raquel Casal ... Ibotí
- Marcelo Cosentino ... Elías Baggio
- Osvaldo Tesser ... Alain
- Alfredo Zemma ... Benjamín Wanstein
- Facundo Arana ... Leonardo Bastides
- Gustavo Guillén ... Matías
- Mara Linares
- Rita Terranova ... María
- Humberto Serrano ... Horacio
- Carlos Rivkin ... León Wanstein
- Marcela Ruiz ... Bruna
- Sandra Villaruel
- Natalio Hoxman ... Carlos Pacheco Huergo
- Romina Yan
- Walter Soubrié ... Doctor Carisomo
- Guadalupe Martínez Uría ... Ariana
- Teresa Calandra ... Paula
- Veronica Ruano ... Otilia
- Ana Maestroni ... Margarita
- Julieta Melogno ... Esmeralda
- Osvaldo Aldama
- Stella Báez
- Juan Halac ... Charly

## Banda sonora
- El Amor (Andrea del Boca)
- Delirio (Luis Miguel)
- El centro de mi corazón (Chayanne)
- Y te pienso (Franco de Vita)
- Solo para ti (Sergio Dalma)
- A donde va el amor (Ricardo Montaner)
- Un amor que termina así (Luis Ángel)
- Es mejor así (Cristian Castro)
- Cama y mesa (Roberto Carlos)
- Suave (Luis Miguel)
- Si tu me miras (Alejandro Sanz)
- Otra como tú (Eros Ramazzotti)
- Reconquistarte (Marcos Llunas)
- Dulce condena (Los Rodríguez)
- Fuego contra fuego (Ricky Martin)
- Se fue (Laura Pausini)
- Me amarás (Ricky Martin)
- Tratar de estar mejor (Diego Torres)
- Cálido y Frío (Franco de Vita)
- Cosas de la vida (Eros Ramazzotti)
- Esa será mi casa (Nino Bravo con Lolita)
- Amores extraños (Laura Pausini)
- El vuelo (Zucchero)
- Suave (Instrumental) (Luis Miguel)
- Otra como tú (Instrumental) (Eros Ramazzotti)
- Cosas de la vida (Instrumental) (Eros Ramazzotti)

## Versiones
- La telenovela tuvo una versión en Brasil realizada por la cadena de televisión "SBT" llamada Pérola Negra, protagonizada por Patricia de Sabrit y Dalton Vigh. Fue grabada integralmente en 1997 y emitida originalmente entre 1998 y 1999 con 191 capítulos.
- En 1998 la cadena mexicana TV Azteca realizó una versión de esta telenovela llamado "Perla", constó de 230 capítulos y estuvo protagonizada por Silvia Navarro y Leonardo García.
- En 2012, la mexicana Argos Comunicación realiza una versión para la cadena estadounidense Telemundo, denominada Rosa Diamante y protagonizada tras 129 episodios emitidos por Carla Hernández y Mauricio Ochmann.

## Remake
En 2021 se realizó la remake de la telenovela con parte del equipo original, con Andrea del Boca como directora, productora y villana (en el papel que antes hacía María Rosa Gallo), Enrique Óscar Torres como guionista y Anabella del Boca como directora artística y productora. La remake estuvo protagonizada por Anna del Boca, la hija de Andrea quien interpretó el papel que antes hizo su madre, junto a Bautista Lena, quien interpretó el personaje que hacía Gabriel Corrado en la telenovela original. Esta versión constó de 20 capítulos, divididos en dos temporadas, de 10 minutos cada uno aproximadamente y tuvo la particularidad de ser transmitida por Internet a través del canal de YouTube, SOAPY series, fundado por el matrimonio Torres-del Boca a través de su productora Perla Negra Productions. La telenovela, con tintes modernos acordes al siglo XXI, se estrenó en junio de 2021.